# Tantarica
Tantarica fue un importante centro ceremonial y administrativo fortificado ubicado en 7° 16' 30" de latitud Sur y 78° 58' 00" longitud Oeste, en el actual Distrito de Tantarica, uno de los ocho distritos de la Provincia de Contumazá ubicada en el Departamento de Cajamarca, perteneciente al departamento de Cajamarca, en Perú. 
Probablemente fue la capital de la cultura Cajamarca. Su nombre puede originarse en el término quechua tantaricuy, "reunión por poco tiempo".
El yacimiento se encuentra en las laderas del cerro del mismo nombre, a unos 2.834 m s. n. m.
Los arqueólogos Hans Horkeimer, Eulogio Garrido y Max Diaz describieron las ruinas en 1944 como extensas estimando que cubrían varias hectáreas en la pendiente oriental del cerro, y "que no representan una ciudad, sino más bien una fortaleza".
Entre las construcciones, que se encuentran realizadas en lajas de piedras unidas con mortero de barro, "es posible encontrar pasadizos, puertas estrechas, además de otros elementos estructurales, como paramentos de cornizas paralelepipedas" (referencia 1). Los muros alcanzan en algunos puntos del complejo hasta 6 metros de altura.